# Margaret (maan)
Margaret is een maan van Uranus. De maan is in 2003 ontdekt door Scott S. Sheppard en David C. Jewitt. Margaret is genoemd naar de dienares van de held uit Shakespeares stuk Much Ado About Nothing.
Miranda · Ariel · Umbriel · Titania · Oberon

Cordelia · Ophelia · Bianca · Cressida · Desdemona · Juliet · Portia · Rosalind · Cupid · Belinda · Perdita · Puck · Mab · Francisco · Caliban · Sycorax · Margaret · Prospero · Setebos · Stephano · Trinculo · Ferdinand